# Найо Тицин
Найо-Тицин Атанасов Нейков, повече известен само като Найо Тицин, е български журналист, сценарист, фотограф, кинодокументалист, филмов продуцент.
Работи като журналист във вестник „Стандарт“ и в Българската национална телевизия, по-късно е пресаташе (PR) на партия „Демократи за силна България“, а след това на „Продължаваме промяната“.

## Имена
Нейков е записан при рождението му с лично име Найо-Тицин, съставено от прякора Найо на баща му и фамилията на майка му Тицин. Когато става непълнолетен (на 16 години), при издаването на първия му личен паспорт (1986) е записан като Найотицин, тъй като не разрешавали личното име да е съставено от 2 имена. Предишното изписване Найо-Тицин на личното му име е върнато със следващия му паспорт през 1991 г.
В обществото Нейков е известен с личното си име без дефис – Найо Тицин, широко възприемано като съчетание от 2 имена: лично и фамилно.

## Биография
Роден е на 3 юни 1970 г. в София, където завършва специалност „Пиано“ в музикалното училище, а след това и в Консерваторията. Син е на художника график Атанас Нейков.
Започва кариерата си като журналист във вестник „Стандарт“ през 1993 г. След това става репортер в новините на БНТ.
Печели награда „CANON България“ за фотоизложбата си „Ню Йорк в цифри“ през 2002 г. Създава със своя приятел от детинство Димитър Коцев – Шошо продуцентска компания „СПОТЛАЙТ“ през 2003 г.
Покрай работата си като журналист се запознава с Иван Костов през декември 1994 г. Става пресаташе на оглавяваната от Костов партия „Демократи за силна България“ през 2004 г.
Започва да режисира и продуцира документални музикални филми от 2006 г. Отличен е със специалната награда Golden artist за филма си „В търсене на Дон Жуан“.
Печели конкурсна сесия на БНТ за сезонен сериал на съвременна тематика през 2012 г. Продуцентската му къща „СПОТЛАЙТ“ става изпълнителен продуцент на сериала „Четвърта власт“. Премиерата на сериала на 29 септември 2013 г. предизвиква широк обществен отзвук в България.
Участва в протестите срещу кабинета на Пламен Орешарски през 2013 г. На 3 юли с.г. се появява в зоната за сигурност пред Народното събрание с маска на Волен Сидеров и в усмирителна риза. Полицията го задържа за кратко и, след като му съставя предупредителен протокол, го пуска. Пред медии Тицин заявява, че неговата цел е била камерите да снимат как полицията извежда Сидеров от парламента в усмирителна риза.
Изпълнителен продуцент е на ТВ сериала Алфа, стартирал излъчване по bTV през февруари 2024 г.
Създава филмовия фестивал Master of Art през 2016 г.
Преподавател е по публична реч в Нов български университет.

## Личен живот
Женен е за оперната певица Александрина Пендачанска, с която имат 2 дъщери – Елена Валери-Виолета Найо-Тицин Нейкова (с прякор Ная) и Сара-Мария Найо-Тицин Нейкова.